# Jugend (Zeitschrift)
Jugend – Münchner illustrierte Wochenschrift für Kunst und Leben war eine von Georg Hirth und Fritz von Ostini gegründete Kunst- und Literaturzeitschrift, die von 1896 bis 1940 in München erschien.

## Geschichte
Die Jugend wurde zum Namensgeber der Kunstrichtung Jugendstil, was zeigt, wie wichtig die Zeitschrift für die stilgeschichtliche Debatte der frühen Moderne in Deutschland war. Dennoch lassen sich Inhalt und Ausrichtung der Jugend auch in ihrer Blütezeit keineswegs auf das Label „Jugendstil“ reduzieren. Neben modernen Illustrationen und Ornamenten des Art nouveau spielten auch andere Stilrichtungen eine Rolle, vor allem der Impressionismus. Die Künstler der Scholle prägten bis in die 1920er Jahre hinein das künstlerische Erscheinungsbild der Zeitschrift.
Außerdem betätigte sich die Zeitschrift auch satirisch und kulturkritisch. Hauptangriffsziele waren das „Muckertum“ (Stichworte Antimodernisten-Eid, Lex Heinze), der Einfluss der Kirchen, vor allem der katholischen (Stichwort Ultramontanismus), und besonders die politische Rechte in der Zentrums-Partei. Außerdem unterstützte die Zeitschrift progressive Strömungen, wie sie für das Kaiserreich in der Wilhelminischen Zeit typisch waren, etwa den Bund für Mutterschutz.
Der Beitrag der Jugend zur Literatur der frühen Moderne blieb dagegen bescheiden – ganz im Unterschied zur ebenfalls 1896 gegründeten Konkurrenz-Unternehmung Simplicissimus aus dem Verlag Albert Langen.
Nach dem Tod Hirths 1916 wurde Franz Schoenberner Herausgeber. Chefredakteure waren u. a. Hans E. Hirsch, Theodor Riegler und Wolfgang Petzet. Neben den Textredakteuren, z. B. Fritz von Ostini oder Albert Matthäi, wirkte u. a. der Bildredakteur Franz Langheinrich.
Ab dem Ersten Weltkrieg wurde die Jugend zunehmend zu einer deutschnationalen und bayerisch-heimattümelnden Zeitschrift; eine Tendenz dazu hatte es schon in den frühen Jahrgängen gegeben. Ab Mitte der 1920er Jahre öffnete sich das Heft dann nochmals den Künstlern der jüngeren Generation, darunter George Grosz, und druckte Texte von Kurt Tucholsky oder Erich Kästner.
Nach 1933 passte sich die Zeitschrift der völkischen Linie der Nationalsozialisten an. Dennoch wurde sie 1940 eingestellt.

## Künstler

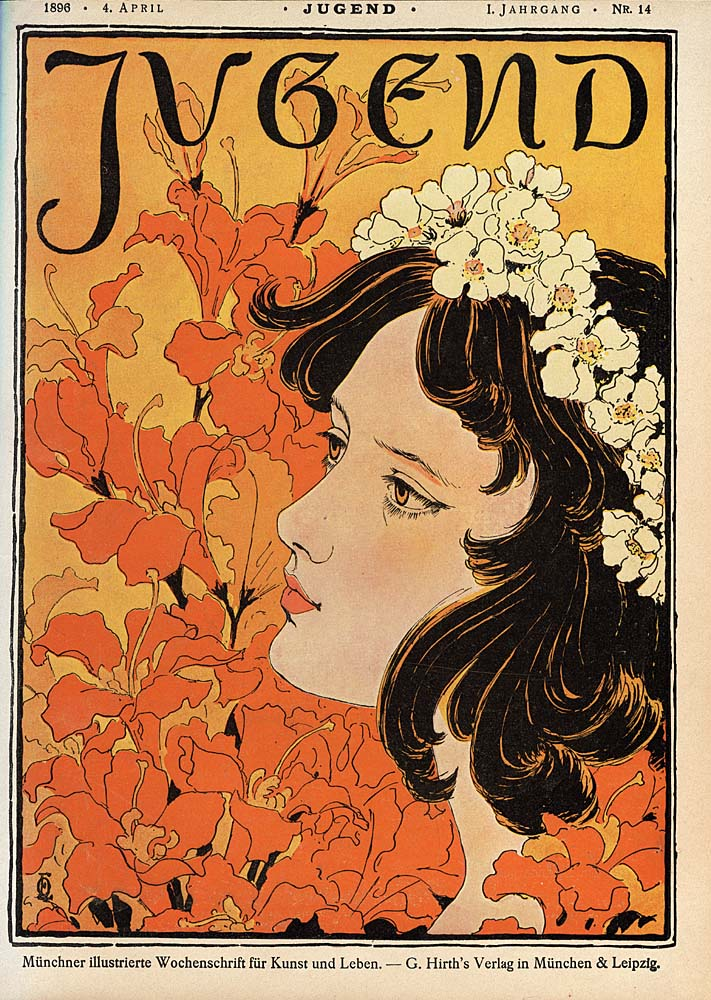
Titelblatt von Otto Eckmann, 1896

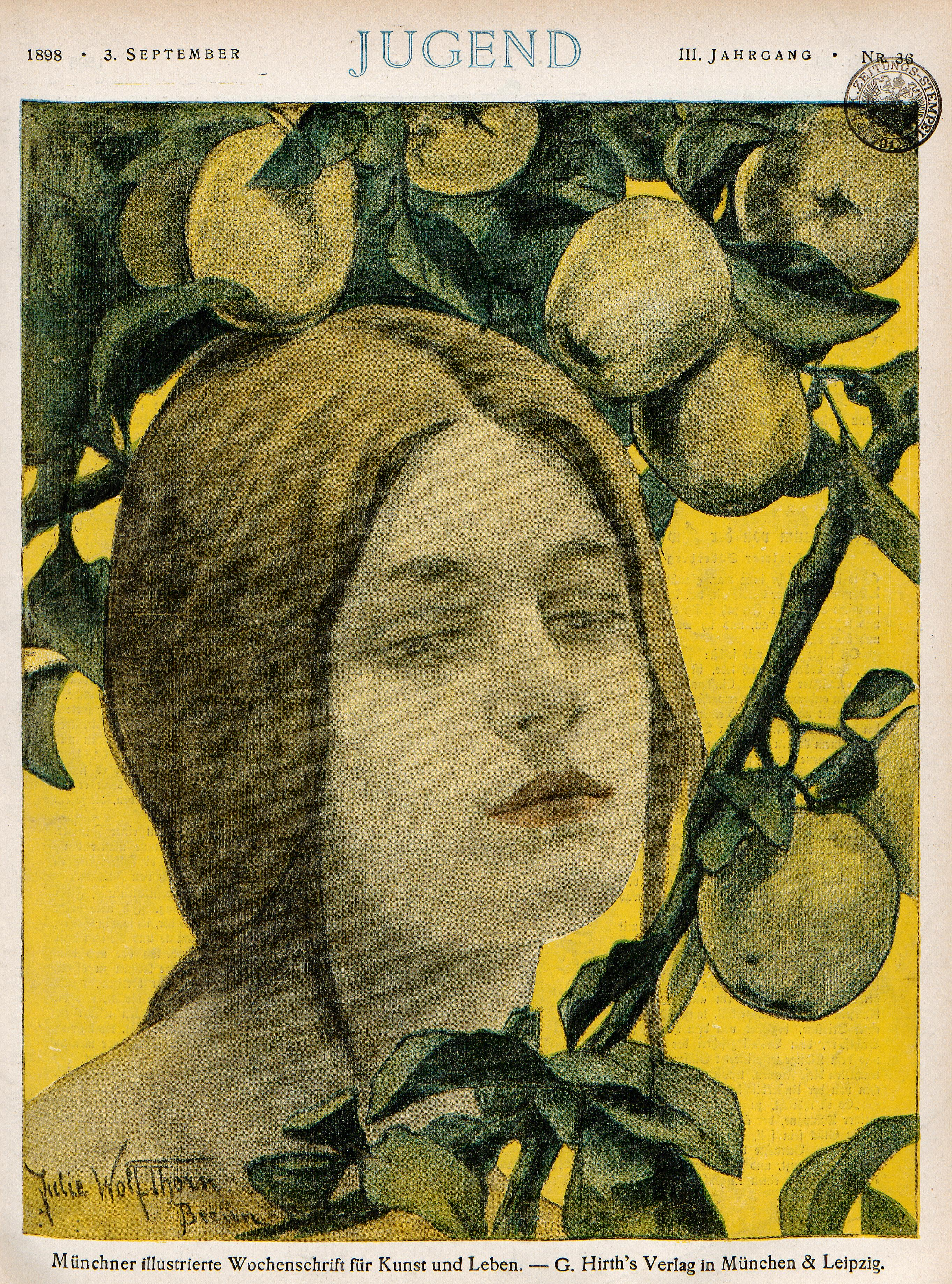
Titelblatt von Julie Wolfthorn, 1898

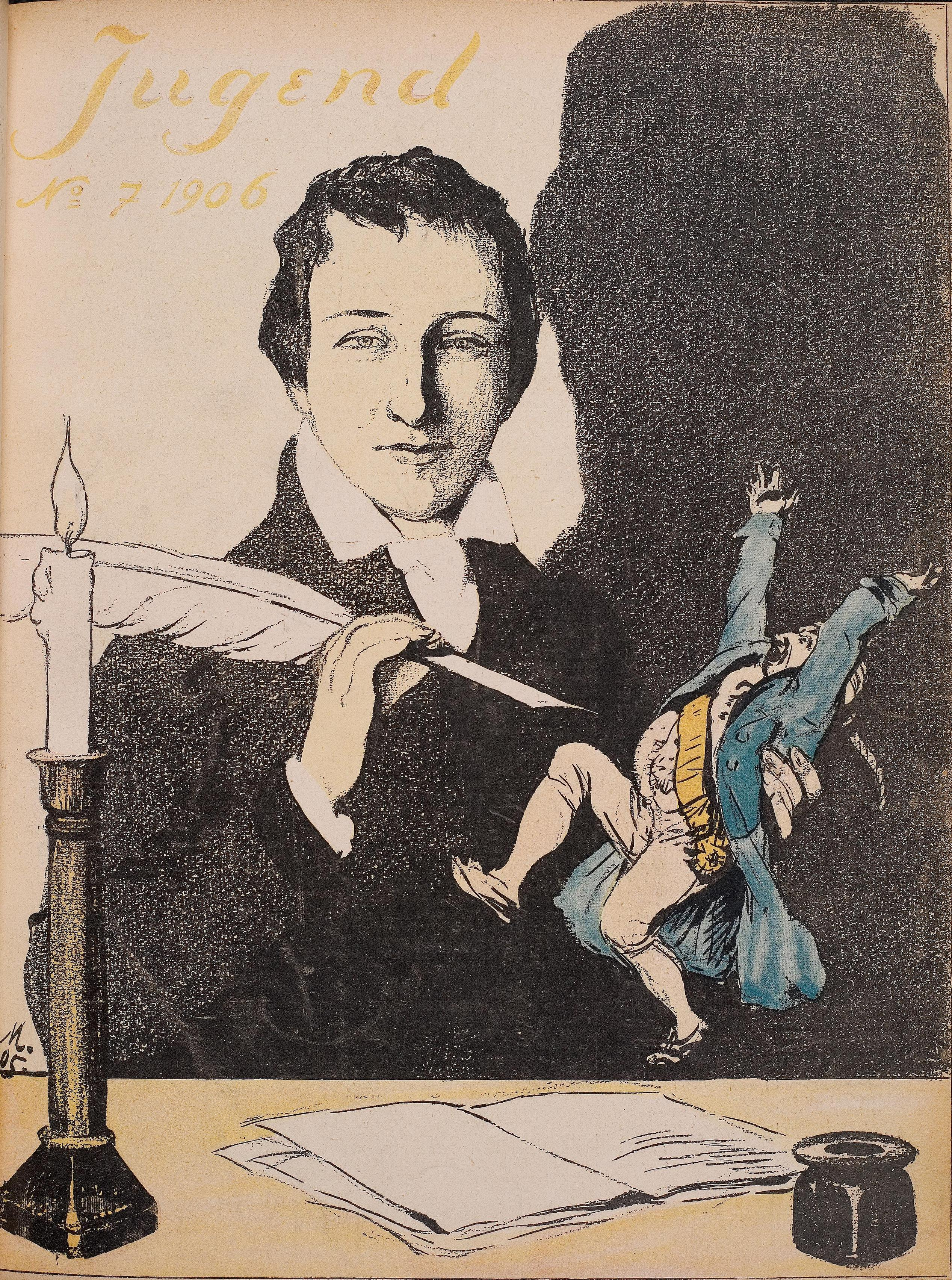
Ausgabe zum 50. Todestag von Heinrich Heine, Titelblatt von Adolf Münzer 1906.

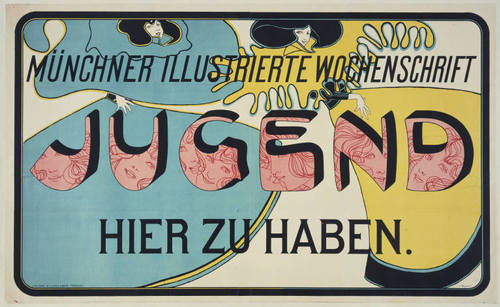
Rudolf Witzel, 1896

Nicht alles Bildmaterial, das sich in der Jugend findet, wurde gezielt für die Zeitschrift hergestellt. So finden sich darin z. B. „Einkäufe“ von Bildern der „Malerfürsten“ Böcklin, Lenbach und Kaulbach oder von Thomas Theodor Heine und Giovanni Segantini. Im direkten Auftrag der Jugend malten und zeichneten unter anderem:
| - Hans Anetsberger - Karl Arnold - Ernst Barlach - Karl Bauer - Eugen von Baumgarten - Otto Bauriedl - Charlotte Berend-Corinth - Max Bernuth - Willibald Besta - Margarethe von Brauchitsch - Julius Carben - Walther Caspari - Hans Christiansen - Franz Christophe - Lovis Corinth - Walter Crane - Julius Diez - Erna Dinklage - Theodor Doebner - Otto Eckmann - Reinhold Max Eichler - Paul Otto Engelhard - Robert Engels - Erich Erler - Fritz Erler - Max Feldbauer - Richard Fiedler - Gino von Finetti - Karl Fischer - Willi Geiger - Josef Nikolaus Geis - Robert Genin - Walter Georgi - Ferdinand Götz - Benjamin Godron - Julius Graumann - Hermann Groeber - George Grosz - Hans Gyenis - Hugo von Habermann - Willy Hallstein - Arthur Halmi | - Emil Hansen - Josef Hegenbarth - Adolf Heller - Ferdinand Hodler - Paul Hoecker - August Hoffmann von Vestenhof - Hugo Höppener (gen. Fidus) - Eugen Ludwig Hoess - Angelo Jank - Gustave-Henri Jossot - Fritz August von Kaulbach - Fritz Ketz - Gertrud Kleinhempel - Heinrich Kley - Willibald Krain - Gustav Klimt - Julius Klinger - Max Klinger - Hans Koberstein - Julius Kreis - Alfred Kubin - Sándor Kubinyi - Erich Kuithan - Hans Lasser - Franz von Lenbach - Hans Lesker - Max Liebenwein - Ernst Liebermann - Ephraim Moses Lilien - Joseph Mader - Jeanne Mammen - Herbert Marxen - Oscar Matthiesen - Max Mayrshofer - Else Mehrle - Fritz Mühlbrecht - Fritz Müller-Landeck - Adolf Münzer - Ernest Neuschul - Josef Oberberger - Willy Oertel - Bernhard Pankok - Bruno Paul - Richard Pfeiffer - Emil Preetorius | - Leo Prochownik - Leo Putz - Fritz Rehm - Ferdinand von Rezniček - Rudolf Riemerschmid - Paul Rieth - Hans Rossmann - Karl Rössing - Alexander von Salzmann - Christian Schad - Franziska Schlopsnies - Arpad Schmidhammer - Marie Schnür - Georg Schuster-Woldan - Hans Schwegerle - Rudolf Sieck - Max Slevogt - Ferdinand Spiegel - Ferdinand Staeger - Hermann Stockmann - Carl Strathmann - Paul Stollreither - Konstantin Somoff - Franz von Stuck - Boleslaw von Szankowski - Ignatius Taschner - Hans Tauber - Hans Thoma - Walter Thor - Otto Ubbelohde - Hans Unger - Ludwig Vacatko - Félix Vallotton - Heinrich Vogeler - Franz Wilhelm Voigt - Ernst Wallenburger - Albert Weisgerber - Hedwig Weiß - Christian Wild - Erich Wilke - Rudolf Wilke - Josef Rudolf Witzel - Julie Wolfthorn - Heinrich Zille - Alfred Zimmermann - Ludwig von Zumbusch |

## Autoren

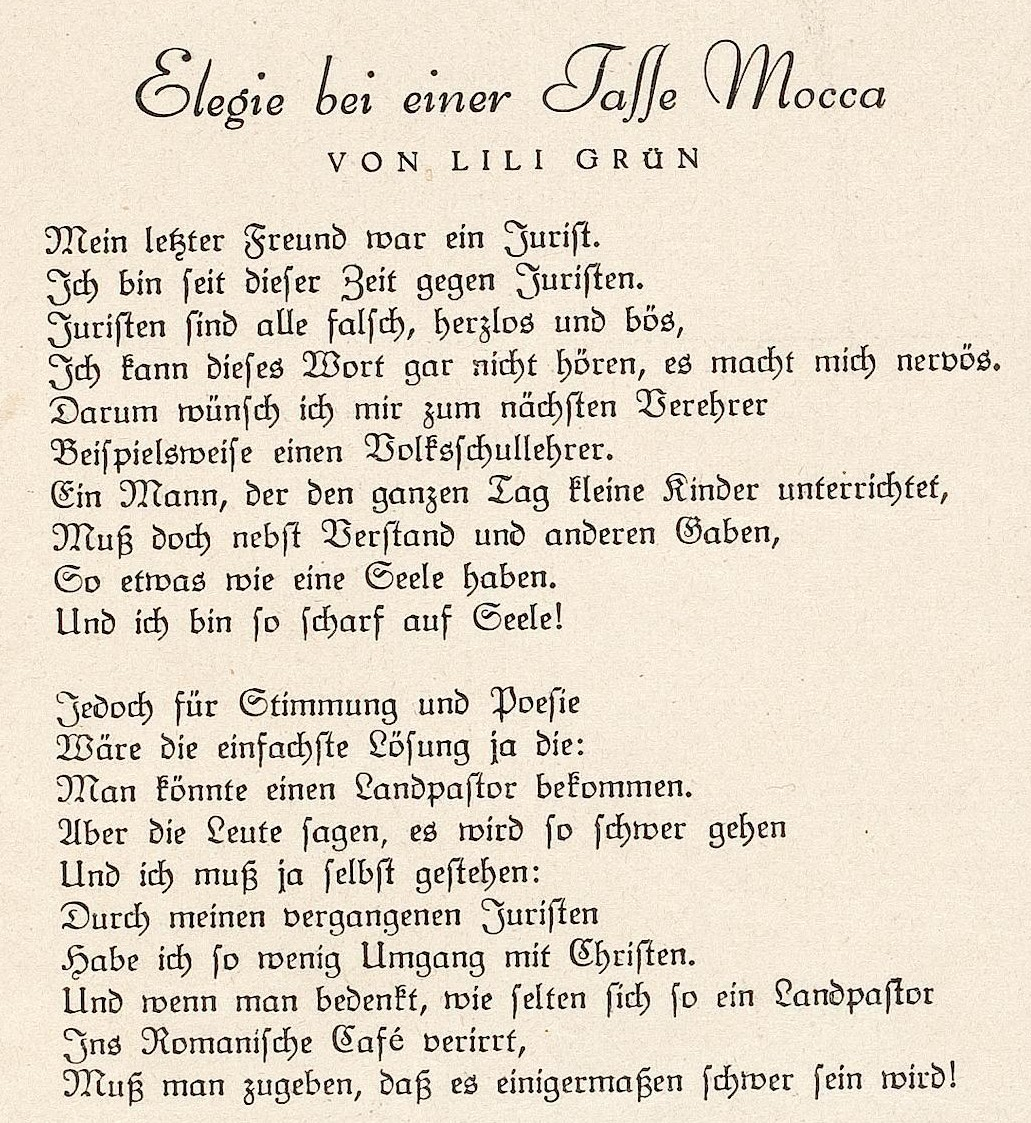
Lili Grün (1930)

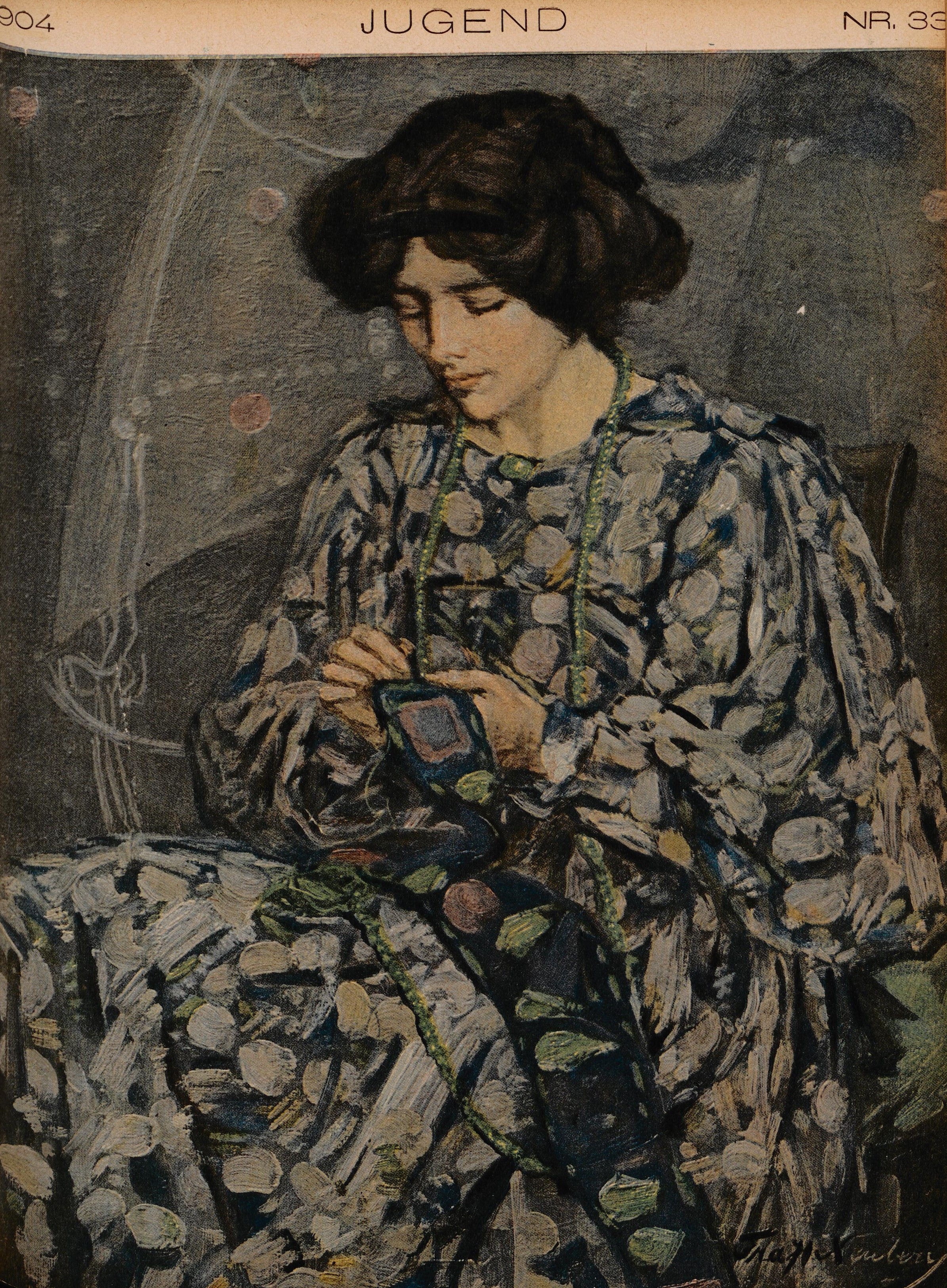
Titelblatt der Jugend, Nr. 33, 1904 von Francis Henry Newbery

Unter anderem schrieben für die Jugend:
| - Peter Paul Althaus - Henri Barbusse - Max Bernstein - Richard Billinger - Georg Bötticher - Michael Georg Conrad - Karl Ettlinger - Max Friedlaender - Ludwig Ganghofer - Maxim Gorki - Lili Grün - Hanns von Gumppenberg - Ferdinand Hardekopf - Max Haushofer - Karl Henckell - Clara Hepner - Hermann Hesse - August Hoffmann von Vestenhof - Dora Hohlfeld - Norbert Jacques - Elsa Sophia von Kamphoevener - Erich Kästner - Hermann Kesten - Klabund als Jucundus Fröhlich - Dietrich Loder - Christian Morgenstern | - Erich Mühsam - Anton Noder - Victor Ottmann - Joachim Ringelnatz - Roda Roda - Jo Hanns Rösler - Nelly Sachs - Hugo Salus - Carl von Scapinelli - Paul Scheerbart - Karl Scheffler - Peter Scher - Johannes Schlaf - Anton Schnack - Arthur Schubart - Georg Simmel - Hans Seiffert - Edgar Steiger - Helene Stöcker - Kory Towska - Kurt Tucholsky - Reinhard Spitzner alias Reinhard Volker - Jakob Wassermann - Arnold Weiss-Rüthel |